# Desdobramento de ações
O desdobramento de ações é um processo de aumento do número de ações em circulação nos mercados bolsistas, a fim de reduzir o preço bolsista das ações. O processo consiste em multiplicar o número de ações que os acionistas detêm na data da transação e é expresso sob a forma de rácio: um rácio de "3 por 1" significa que por cada ação detida o titular receberá três ações em troca.
O preço da ação é ajustado para refletir a mudança do número de ações. A redução do preço da ação permite aos pequenos investidores comprar ações da empresa, enquanto antes do desdobramento não podiam devido ao preço elevado das ações.